# Teniente general de la Nueva Francia
Teniente general de la Nueva Francia (del francés: Lieutenant général pour la Nouvelle-France) fue el mayor cargo militar, equivalente al de gobernador colonial, con el que los franceses gobernaron en sus comienzos (desde 1598 hasta 1627) la colonia de la Nueva Francia (incluyendo las primeras colonias en  Acadia y Quebec). Antes de 1598, el cargo fue ocupado brevemente entre 1541 y 1543. Ese puesto fue sustituido por el título de Gobernador de Nueva Francia en 1627. Fue el primer puesto virreinal en lo que luego se convertiría en Canadá, y es un precursor del actual puesto de Gobernador general de Canadá, el representante del rey Carlos III, rey de Canadá y Jefe de Estado.
La mayoría de los teniente  generales nunca pusieron un pie en la Nueva Francia —excepto Pierre Dugua de Mons y Jean-François Roberval— y desempeñaron el cargo desde Francia.
| Titular del cargo                                  | periodo   | Nombrado por                                                                           |
| -------------------------------------------------- | --------- | -------------------------------------------------------------------------------------- |
| Jean-François de la Rocque de Roberval             | 1541–1543 | Francisco I de Francia                                                                 |
| vacante                                            | 1543–1598 | Durante los reinados de Francisco I, Enrique II, Francisco II, Carlos IX y Enrique III |
| Marqués de la Roche-Mesgouez                       | 1598–1603 | Enrique III de Francia                                                                 |
| Pierre Dugua, sieur de Monts                       | 1603–1610 | Enrique IV de Francia                                                                  |
| Carlos de Borbón, conde de Soissons                | 1611–1612 | María de Médici (regente de Luis XIII de Francia)                                      |
| Henry II, Príncipe de Condé                        | 1612–1616 | María de Médici (regente de Luis XIII de Francia)                                      |
| Pons de Lauzière, Marqués de Thémines de Cardillac | 1616–1620 | María de Médici (regente de Luis XIII de Francia)                                      |
| Henry II, Príncipe de Condé                        | 1620      | Luis XIII de Francia                                                                   |
| Enrique II de Montmorency                          | 1620–1625 | Luis XIII de Francia                                                                   |
| Henri de Lévis, duque de Ventadour                 | 1625–1626 | Luis XIII de Francia                                                                   |
| Cardenal Richelieu                                 | 1626–1627 | Luis XIII de Francia                                                                   |

| Predecesor: Ninguno | Teniente general de la Nueva Francia 1598–1627 | Sucesor: Gobernador de Nueva Francia |